# Ramón Climent Morales
Ramón Juan Climent Morales (Santiago, Chile, 7 de septiembre de 1929 - Santiago, Chile, 4 de diciembre de 2003) fue un exfutbolista y director técnico chileno. Fue padre del también futbolista profesional Ramón Climent Labra.

## Trayectoria
Como futbolista, Ramón Climent defendió los colores de Badminton y Ferrobádminton desde su debut en 1949 hasta 1955, pasa luego a Rangers de Talca, aquí es protagonista de una de las primeras campañas donde Rangers lucha la punta, formando una letal dupla con el también defensor Alcides Rigo. Entre 1960 y 1963 juega en la Selección de Schwager y la Selección de Lota el precursor de Lota Schwager, en el Campeonato Regional de Fútbol de la Región del Bio-Bio.
Por la Selección de fútbol de Chile disputó dos partidos válidos por el Campeonato Panamericano de 1956 disputado en Ciudad de México, ante Perú (empate 2–2) y ante la Selección de México (derrota 1–2).
Luego como director técnico Climent dirigió a Everton de Viña del Mar, Ñublense, Coquimbo Unido, Deportes La Serena, Regional Atacama, Green Cross-Temuco, Lota Schwager, Deportes Linares, San Antonio Unido y Deportes Colchagua. Fue dos veces campeón de Segunda División, con Everton gana la Segunda División de Chile 1974 y con Coquimbo Unido se consagra campeón en el torneo de 1977.
Aquejado de una larga y penosa enfermedad (fibrosis pulmonar), dejó de existir el 4 de diciembre de 2003.

## Clubes

### Como jugador
| Club                  | País  | Año       |
| --------------------- | ----- | --------- |
| Badminton             | Chile | 1949      |
| Ferrobádminton        | Chile | 1950-1955 |
| Rangers de Talca      | Chile | 1956-1957 |
| Palestino             | Chile | 1958-1959 |
| Selección de Schwager | Chile | 1960-1962 |
| Selección de Lota     | Chile | 1963      |

### Como entrenador
| Club                  | País  | Año       |
| --------------------- | ----- | --------- |
| Lister Rossel         | Chile | 1967      |
| Everton               | Chile | 1973-1975 |
| Ñublense              | Chile | 1976      |
| Coquimbo Unido        | Chile | 1977      |
| Rangers de Talca      | Chile | 1978      |
| Coquimbo Unido        | Chile | 1979      |
| Deportes La Serena    | Chile | 1979      |
| Regional Atacama      | Chile | 1982-1983 |
| Green Cross-Temuco    | Chile | 1985      |
| Lota Schwager         | Chile | 1985      |
| Audax Italiano        | Chile | 1988      |
| Lota Schwager         | Chile | 1988-1989 |
| Coquimbo Unido        | Chile | 1990      |
| Deportes Colchagua    | Chile | 1992      |
| Deportes Puerto Montt | Chile | 1993      |

## Palmarés

### como entrenador
| Título           | Club           | País  | Año  |
| ---------------- | -------------- | ----- | ---- |
| Segunda División | Everton        | Chile | 1974 |
| Segunda División | Coquimbo Unido | Chile | 1977 |